# Agustín Tapia
Darío Agustín Tapia Nievas, plus connu sous le nom d'Agustín Tapia, né le 24 juillet 1999 à San Fernando del Valle de Catamarca (Argentine) est un joueur de padel professionnel argentin.
Il co-occupe fin 2024 la 1ère position au classement FIP. Il est droitier et joue sur le côté gauche, avec Arturo Coello à sa droite.

## Biographie
Agustín Tapia naît à San Fernando del Valle de Catamarca en Argentine.
Passionné dès son plus jeune par le padel, et influencé par un autre argentin, Fernando Belasteguín (meilleur joueur de tous les temps avec seize années passées en 1ere place du classement), il quitte son village à l'âge de 15 ans pour se consacrer entièrement au padel à Rosario, avant de quitter son pays pour l'Espagne à 17 ans après avoir atteint la 1ere place au classement sur le circuit argentin.
Associé à son idole Fernando Belasteguín, il devient en 2020, le plus jeune joueur à remporter un Master Final du World Padel Tour.
Il s'associe début 2023 à Arturo Coello, et accède pour la première fois en 2023 à la prestigieuse 1ere place du classement World Padel Tour, succédant à la paire Lebrón / Galán qui occupait cette place depuis 3 ans.

## Titres

### Championnat du monde de padel
| N.º | Année | Ville hôte | Adversaires en finale | Résultat |
| --- | ----- | ---------- | --------------------- | -------- |
| 1.  | 2022  | Dubaï      | Espagne               | 2-1      |
| 2.  | 2024  | Doha       | Espagne               | 2-1      |

### Premier Padel
| N.º | Année | Tournoi           | Catégorie | Partenaire    | Adversaires en finale              | Résultat        |
| --- | ----- | ----------------- | --------- | ------------- | ---------------------------------- | --------------- |
| 1.  | 2023  | Rome              | Major     | Arturo Coello | Federico Chingotto Paquito Navarro | 7-5 / 7-6       |
| 2.  | 2023  | Madrid            | P1        | Arturo Coello | Federico Chingotto Paquito Navarro | 7-5 / 6-2       |
| 3.  | 2023  | Mendoza           | P1        | Arturo Coello | Martín Di Nenno Franco Stupaczuk   | 6-2 / 7-6       |
| 4.  | 2023  | Paris             | Major     | Arturo Coello | Federico Chingotto Paquito Navarro | 7-6 / 6-1       |
| 5.  | 2024  | Doha              | Major     | Arturo Coello | Miguel Yanguas Javier Garrido      | 6-0 / 6-2       |
| 6.  | 2024  | Acapulco          | P1        | Arturo Coello | Juan Lebrón Alejandro Galán        | 6-0 / 6-4       |
| 7.  | 2024  | Puerto Cabello    | P2        | Arturo Coello | Alejandro Galán Federico Chingotto | 2-6 / 6-3 / 6-3 |
| 8.  | 2024  | Asuncion          | P2        | Arturo Coello | Alejandro Galán Federico Chingotto | 6-1 / 3-6 / 7-6 |
| 9.  | 2024  | Santiago du Chili | P1        | Arturo Coello | Alejandro Galán Federico Chingotto | 6-0 / 4-6 / 6-4 |
| 10. | 2024  | Malaga            | P1        | Arturo Coello | Alejandro Galán Federico Chingotto | 6-2 / 6-3       |
| 11. | 2024  | Madrid            | P1        | Arturo Coello | Alejandro Galán Federico Chingotto | 6-3 / 7-6       |
| 12. | 2024  | Rotterdam         | P1        | Arturo Coello | Alejandro Galán Federico Chingotto | 6-2 / 6-2       |
| 13. | 2024  | Valladolid        | P2        | Arturo Coello | Alejandro Galán Federico Chingotto | 6-4 / 4-6 / 6-3 |
| 14. | 2024  | Paris             | Major     | Arturo Coello | Alejandro Galán Federico Chingotto | 6-2 / 6-1       |
| 15. | 2024  | Dubaï             | P1        | Arturo Coello | Alejandro Galán Federico Chingotto | 6-4 / 6-3       |
| 16. | 2024  | Koweït            | P1        | Arturo Coello | Franco Stupaczuk Miguel Yanguas    | 6-4 / 6-2       |
| 17. | 2024  | Acapulco          | Major     | Arturo Coello | Franco Stupaczuk Miguel Yanguas    | 4-6 / 6-1 / 6-2 |
| 18. | 2024  | Milan             | P1        | Arturo Coello | Alejandro Galán Federico Chingotto | 6-4 / 7-5       |
| 19. | 2025  | Riyad             | P1        | Arturo Coello | Franco Stupaczuk Juan Lebrón       | 6-3 / 5-7 / 6-3 |
| 20. | 2025  | Doha              | Major     | Arturo Coello | Alejandro Galán Federico Chingotto | 7-6 / 6-2       |
| 21. | 2025  | Bruxelles         | P2        | Arturo Coello | Alejandro Galán Federico Chingotto | 2-6 / 6-4 / 6-1 |
| 22. | 2025  | Buenos Aires      | P1        | Arturo Coello | Paquito Navarro Lucas Bergamini    | 6-2 / 6-2       |
| 23. | 2025  | Valladolid        | P2        | Arturo Coello | Franco Stupaczuk Juan Lebrón       | 7-5 / 6-4       |
| 24. | 2025  | Bordeaux          | P2        | Arturo Coello | Alejandro Galán Federico Chingotto | 7-6 / 6-4       |
| 25. | 2025  | Malaga            | P1        | Arturo Coello | Alejandro Galán Federico Chingotto | 6-4 / 7-5       |
| 26. | 2025  | Tarragone         | P1        | Arturo Coello | Alejandro Galán Federico Chingotto | 7-6 / 7-5       |

### World Padel Tour
| N.º | Année | Tournoi             | Catégorie    | Partenaire           | Adversaires en finale                | Résultat        |
| --- | ----- | ------------------- | ------------ | -------------------- | ------------------------------------ | --------------- |
| 1.  | 2019  | Madrid              | Master       | Fernando Belasteguín | Sanyo Gutiérrez Maxi Sánchez         | 6-4 / 6-4       |
| 2.  | 2020  | Cagliari            | Open         | Fernando Belasteguín | Uri Botello Javier Ruiz              | 6-1 / 6-4       |
| 3.  | 2020  | Minorque            | Master Final | Fernando Belasteguín | Juan Lebrón Alejandro Galán          | 6-3 / 7-6       |
| 4.  | 2021  | Las Rozas de Madrid | Open         | Pablo Lima           | Sanyo Gutiérrez Fernando Belasteguín | 6-1 / 6-4       |
| 5.  | 2021  | Malaga              | Open         | Pablo Lima           | Martín Di Nenno Paquito Navarro      | 6-2 / 7-6       |
| 6.  | 2021  | Malmö               | Open         | Sanyo Gutiérrez      | Martín Di Nenno Paquito Navarro      | 7-5 / 6-0       |
| 7.  | 2022  | Reus                | Open         | Sanyo Gutiérrez      | Juan Lebrón Alejandro Galán          | 6-2 / 6-2       |
| 8.  | 2022  | Copenhague          | Open         | Sanyo Gutiérrez      | Maxi Sánchez Luciano Capra           | 5-7 / 7-5 / 6-0 |
| 9.  | 2022  | Vienne              | Open         | Sanyo Gutiérrez      | Juan Lebrón Alejandro Galán          | 6-1 / 0-6 / 7-6 |
| 10. | 2022  | Valence             | Open         | Sanyo Gutiérrez      | Juan Lebrón Alejandro Galán          | 2-6 / 7-5 / 6-4 |
| 11. | 2022  | Malaga              | Open         | Sanyo Gutiérrez      | Franco Stupaczuk Pablo Lima          | 7-6 / 6-4       |
| 12. | 2023  | Abou Dabi           | Master       | Arturo Coello        | Juan Lebrón Alejandro Galán          | 7-6 / 6-3       |
| 13. | 2023  | La Rioja            | Open         | Arturo Coello        | Tino Libaak Leo Augsburger           | 6-1 / 6-0       |
| 14. | 2023  | Santiago            | Open         | Arturo Coello        | Juan Lebrón Alejandro Galán          | 6-4 / 6-7 / 7-5 |
| 15. | 2023  | Asunción            | Open         | Arturo Coello        | Martín Di Nenno Franco Stupaczuk     | 6-2 / 6-1       |
| 16. | 2023  | Grenade             | Open         | Arturo Coello        | Martín Di Nenno Franco Stupaczuk     | 6-4 / 7-5       |
| 17. | 2023  | Bruxelles           | Open         | Arturo Coello        | Martín Di Nenno Franco Stupaczuk     | 7-6 / 3-6 / 6-3 |
| 18. | 2023  | Vigo                | Open         | Arturo Coello        | Juan Lebrón Alejandro Galán          | 6-3 / 6-7 / 7-6 |
| 19. | 2023  | Vienne              | Open         | Arturo Coello        | Martín Di Nenno Franco Stupaczuk     | 6-3 / 6-3       |
| 20. | 2023  | Marbella            | Master       | Arturo Coello        | Sanyo Gutiérrez Momo González        | 6-3 / 6-2       |
| 21. | 2023  | Malaga              | Master       | Arturo Coello        | Alex Ruiz Juan Tello                 | 7-5 / 7-6       |